# Mistrovství Evropy v zápasu ve volném stylu 2017
Mistrovství Evropy v zápasu ve volném stylu za rok 2017 proběhlo v hale Spens v Novim Sadu, Srbsko ve dnech 2.-5. května 2017.

## Česká stopa
- -55 kg - Lenka Hocková-Martináková – vyřazena v úvodním kole
- -63 kg - Adéla Hanzlíčková – vyřazena v úvodním kole

## Program
- ÚTE – 02.05.2017 – bantamová váha (−48 kg, −57 kg), střední váha (−63 kg, −86 kg)
- STŘ – 03.05.2017 – lehká váha (−65 kg), těžká váha (−97 kg); pérová váha (−53 kg), lehká střední váha (−63 kg)
- ČTV – 04.05.2017 – pérová váha (−61 kg), velterová váha (−74 kg); lehká váha (−55 kg), těžká váha (−75 kg)
- PÁT – 05.05.2017 – lehká velterová váha (−70 kg), supertěžká váha (−120 kg); velterová váha (−58 kg), lehká těžká váha (−69 kg)

## Výsledky

### Muži
| Kategorie | Zlato                        | Stříbro                                      | Bronz                      | Bronz                       |
| --------- | ---------------------------- | -------------------------------------------- | -------------------------- | --------------------------- |
| -57 kg    | Giorgi Edyšerašvili (AZE)    | Andrei Dukov (ROU)                           | Zaur Ugujev (RUS)          | Süleyman Atlı (TUR)         |
| -61 kg    | Vladimer Chinčegašvili (GEO) | Achmed Čakajev (RUS)                         | Voloďa Franguljan (ARM)    | Andrei Perpelita (MDA)      |
| -65 kg    | Ilijas Bekbulatov (RUS)      | Borislav Novačkov (BUL)                      | David Habat (SLO)          | Zurab Ijakobišvili (GEO)    |
| -70 kg    | Frank Chamizo (ITA)          | Magomedmurad Gadžijev (POL)                  | Ruslan Dibirgadžijev (AZE) | Israil Kasumov (RUS)        |
| -74 kg    | Soner Demirtaş (TUR)         | Murad Sulejmanov (AZE)                       | Grigor Grigorjan (ARM)     | Achmed Gadžimagomedov (RUS) |
| -86 kg    | Dauren Kuruglijev (RUS)      | Alexandr Gostijev (AZE)                      | Selim Yaşar (TUR)          | István Veréb (HUN)          |
| -97 kg    | Rıza Yıldırım (TUR)          | Anzor Boltukajev (RUS) Alexandr Guštyn (BLR) | Michail Ganev (BUL)        | Elizbar Odykadze (GEO)      |
| -125 kg   | Taha Akgül (TUR)             | Džamaladdin Magomedov (AZE)                  | Levan Berijanidze (ARM)    | Geno Petrijašvili (GEO)     |

### Ženy
| Kategorie | Zlato                         | Stříbro                       | Bronz                        | Bronz                      |
| --------- | ----------------------------- | ----------------------------- | ---------------------------- | -------------------------- |
| -48 kg    | Marija Stadnyková (AZE)       | Ilona Semkivová (UKR)         | Frederika Peterssonová (SWE) | Alina Vucová (ROU)         |
| -53 kg    | Vanesa Kolodinská (BLR)       | Matalija Malyševová (RUS)     | Nina Hemmerová (GER)         | Maria Prevolarakiová (GRE) |
| -55 kg    | Biljana Dudovová (BUL)        | Katěryna Januškevičová (BLR)  | Mathilde Riviereová (FRA)    | Aljona Kolesniková (AZE)   |
| -58 kg    | Grace Bullenová (NOR)         | Mariana Esanuová (MDA)        | Laura Mertensová (GER)       | Emese Barkaová (HUN)       |
| -60 kg    | Ljubov Ovačarovová (RUS)      | Anastasija Grigorjevová (LAT) | Johanna Mattssonová (SWE)    | Tetjana Omelčenková (AZE)  |
| -63 kg    | Monika Michaliková (POL)      | Tajbe Jusejnová (BUL)         | Sara Da Colová (ITA)         | Julija Tkačová (UKR)       |
| -69 kg    | Anastasija Bratčikovová (RUS) | Marija Mamašuková (BLR)       | Alla Čerkasovová (UKR)       | Koumba Larroqueová (FRA)   |
| -75 kg    | Yasemin Adarová (TUR)         | Zsanett Némethová (HUN)       | Svetlana Sajenková (MDA)     | Epp Maeová (EST)           |